# Casa dos Quadrinhos - Escola Técnica de Artes Visuais

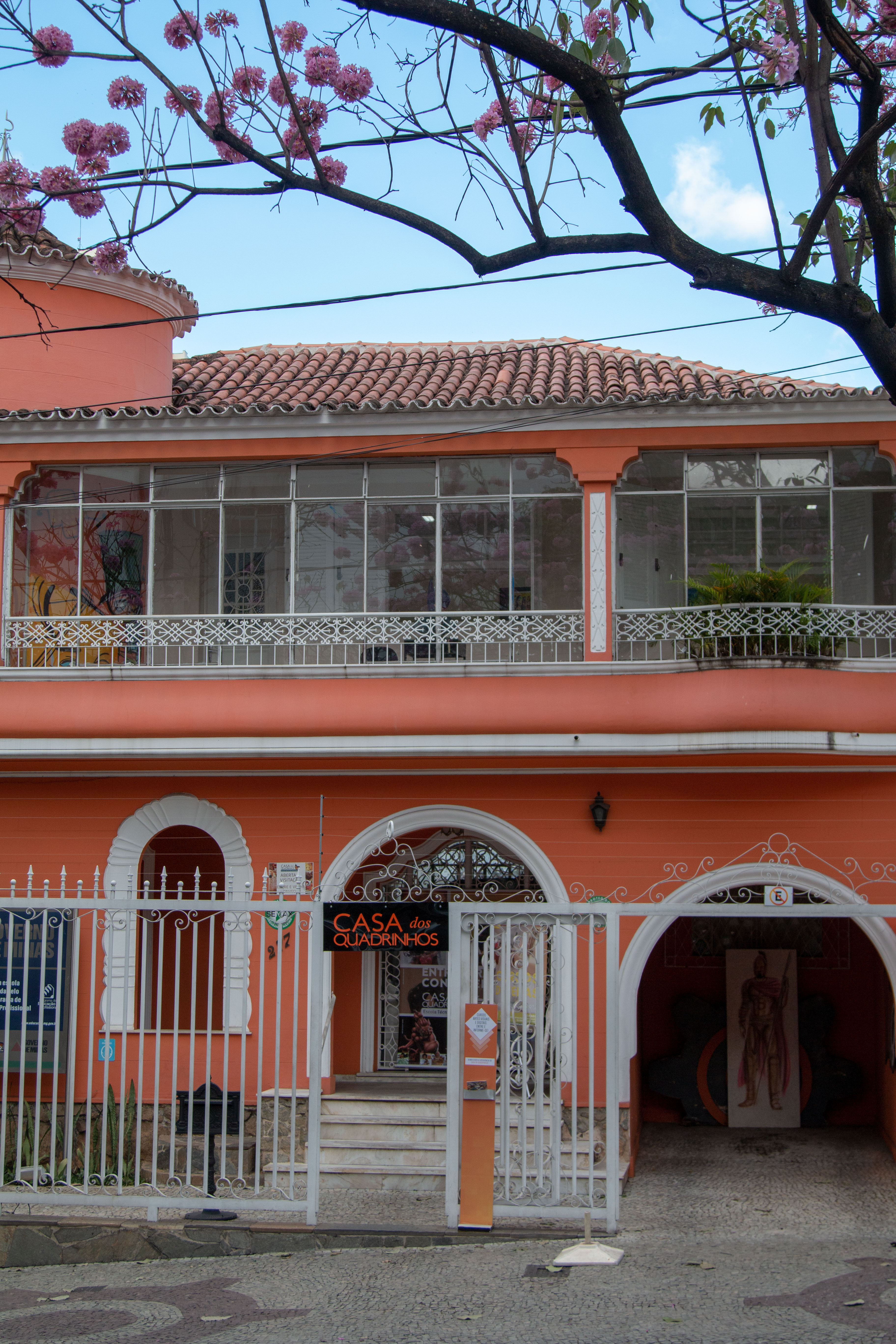
Fachada da Casa dos Quadrinhos

 A Casa dos Quadrinhos – Escola Técnica de Artes Visuais é uma escola de desenho, técnicas de animação, escultura, 3D, quadrinhos, ilustração e pintura digital localizada em Belo Horizonte, próxima à área do Circuito Cultural Praça da Liberdade.. Foi criada em dezembro de 1999, pelo artista Cristiano Seixas,  inicialmente disponibilizando cursos livres de desenho artístico. Em 2009, foi criado o Curso Técnico Profissionalizante em Artes Visuais, com duração de dois anos, dividido em quatro módulos, com registro na Secretaria Estadual de Educação (518/2008 – nº 37.208), e com validade em todo território nacional.
Sua sede, que foi tombada pelo Patrimônio Histórico Municipal em 2001, possui cerca de 500 metros quadrados de estrutura, distribuído entre salas de aula, biblioteca de acesso público e um espaço cultural. O Espaço Cultural Casa dos Quadrinhos foi inaugurado também em 2001 pela então Secretária de Cultura, Maria Celina Pinto Albano, onde a escola promove lançamento de livros e revistas   , assim como exposições gratuitas e abertas ao público, contando com pinturas, ilustrações ou esculturas, tanto de artistas nacionais quanto de estrangeiros.      . Nesse espaço também acontecem palestras abertas ao público com profissionais das áreas de quadrinhos, animação e games.  
A Casa dos Quadrinhos também promoveu exposições e aulas abertas gratuitas em parceria com a Biblioteca Pública Estadual de Minas Gerais.    e oficinas com a PUC-Minas. 
Além disso, a escola de artes também esteve presente em edições do Festival Internacional de Quadrinhos,      da Bienal do Livro de Minas,  da Virada Cultural  de Belo Horizonte   e da Feira Gráfica Faísca. 
A Casa dos Quadrinhos sempre procurou incentivar e divulgar a produção artística de Minas Gerais, primeiramente através da criação do Troféu da Casa, que premiava os melhores trabalhos do ano, e durou entre 2004 e 2010,   e posteriormente com a criação da Mini Feira HQ  , que acontecia em dezembro, sendo interrompida pela pandemia de COVID 19. A Feira retomou com o nome de Feira de Quadrinhos da Casa - CDQ Con em 2021.  A escola também possuí um canal no YouTube com o intuito propagar conteúdo focado também em quadrinhos, cinema, animação e games. 

## Ex-alunos de destaque
Eduardo  Damasceno
Rebeca Prado